# Jure (Vorname)
Jure ist unter anderem eine slowenische und kroatische Form des männlichen Vornamens Georg.

## Namensträger
- Jure Bogataj (* 1985), slowenischer Skispringer
- Jure Detela (1951–1992), slowenischer Schriftsteller, Lyriker und Pazifist
- Jure Dobelšek (* 1984), slowenischer Handballspieler
- Jure Francetić (1912–1942), kroatischer Ustascha-Offizier
- Jure Franko (* 1962), jugoslawisch-slowenischer Skirennläufer
- Jure Golčer (* 1977), slowenischer Radrennfahrer
- Jure Grando († 1656), kroatischer Bauer, der als Vampir galt
- Jure Jerković (1950–2019), jugoslawischer Fußballspieler
- Jure Kocjan (* 1984), slowenischer Radrennfahrer
- Jure Košir (* 1972), slowenischer Skiläufer
- Jure Kralj (* 1984), slowenischer Eishockeyspieler
- Jure Natek (* 1982), slowenischer Handballspieler
- Jure Pavlič (* 1963), jugoslawischer Radrennfahrer
- Jure Pohleven (* 1985), slowenischer Naturbahnrodler
- Jure Potočnik (* 1986), slowenischer Naturbahnrodler
- Jure Praprotnik (* 1985), slowenischer Fußballschiedsrichterassistent
- Jure Radelj (* 1977), slowenischer Skispringer
- Jure Ramovš (* 1993), slowenischer Naturbahnrodler
- Jure Robič (1965–2010), slowenischer Radrennfahrer
- Jure Šinkovec (* 1985), slowenischer Skispringer
- Jure Turić (1861–1944), kroatischer Pädagoge und Schriftsteller
- Jure Zrimšek (* 1982), slowenischer Radrennfahrer